# Urbanomat
Urbanomat ali samopostrežni terminal za plačevanje mestnih storitev je multifunkcijska samostoječa naprava, ki deluje neprestano in je uporabnikom vedno na voljo. 

## Opis
Za rokovanje vsebuje velik LCD ekran občutljiv na dotik in omogoča enostavno interakcijo. Zaradi zunanje zgradnje je odporen na različne vremenske razmere in vandalizem.  
Urbanomat sprejema gotovino in bančne kartice, hkrati pa je z njim možno plačilo z mobilnim telefonom in brez-kontaktnimi pametnimi karticami, saj je nanj nameščen TaPOS terminal. Samo delovanje TaPOS terminala določa uporabnik preko zaslona na Urbanomatu.
V sistemu enotne mestne kartice se Urbanomat uporablja za polnitev Urbane z dobroimetjem z različnimi plačilnimi instrumenti na različnih lokacijah po mestu. Na Urbanomatu je možno tudi kupiti novo Urbano, opraviti nakup terminske vozovnice in preveriti stanje na Urbani. Za povezavo s procesnim centrom je Urbanomat povezan v optično omrežje, komplementarno pa tudi uporablja GPRS/IP povezavo TaPOS terminala. 

## Sestava
•	Ekran občutljiv na dotik
•	Pomoč uporabnikom z zvočnimi navodili
•	RFID čitalnik kartic
•	Čitalnik magnetnih kartic
•	Čitalnik pametnih kartic
•	Termalni tiskalnik
•	Čitalnik kovancev in bankovcev
•	Upravljanje na daljavo prek procesnega centra
•	Odporen na različne vremenske razmere in vandalizem 

## viri
http://www.lpp.si/en/public-transport/urbana/sale-and-topping-cards/urbanomat Arhivirano 2014-02-22 na Wayback Machine.
http://www.margento.com/products/self-service-kiosk